# Hotel des Bains
L'Hotel des Bains è stato uno storico hotel del Lido di Venezia, sito al n°17 del lungomare Guglielmo Marconi.

## Storia
Già nella seconda metà dell'ottocento il Lido di Venezia si era andato affermando come stazione balneare di livello europeo: nel 1872 era stata costituita la Società Civile Bagni Lido, i cui impianti furono premiati per la loro modernità all'Esposizione nazionale di Torino del 1884. Proprio di fronte a questi impianti sorse nel 1900 l'Hotel des Bains che, insieme con l'Hotel Excelsior, edificato otto anni dopo, fu determinante per l'urbanizzazione dell'isola.
Progettato e realizzato in un sobrio stile accademico dai fratelli veneziani Raffaello e Francesco Marsich, l'edificio si compone di un corpo centrale a sei piani e due corpi laterali a cinque piani, immersi in un parco ricavato da un bosco secolare, ricco di molteplici varietà di piante, che costituiva l'argine naturale della spiaggia.
Già dall'inizio dotato di illuminazione elettrica, acqua potabile, ghiacciaie, telefoni, ascensori, bagni privati e frigoriferi, il complesso venne inaugurato con grande sfarzo il 5 luglio 1900. Già negli anni 1905-1906 l'albergo fu ampliato inglobando una palazzina esterna, mentre per gli anni successivi era prevista la realizzazione di un tunnel che avrebbe dovuto congiungere, passando sotto la laguna, il Lido con Venezia. Largo 10 metri e lungo 3 km, avrebbe dovuto ospitare tram e pedoni, tubature dell'acqua, cavi telegrafici e telefonici, posta pneumatica.  L'ingresso dell'Italia nel conflitto mondiale fece fallire il progetto, per il quale erano già stati trovati dei finanziamenti da parte di alcune banche inglesi.
Su progetto del 1905 viene costruito, nella parte più antica dell'hotel, un salone (fino al 2010, anno della chiusura, detto "sala Visconti") a pianta ottagonale, con ballatoio di affaccio alla zona sottostante ed una balaustra in ferro battuto; l'illuminazione era fornita da un grande lampadario di Murano, realizzato da Barovier & Toso.
Nel 1915 il Des Bains fu costretto a chiudere a causa della guerra: furono asportati il contatore dell'acqua e le finestre, gli ingressi furono sbarrati ed un solo custode fu lasciato a vigilare l'enorme struttura. Nel luglio del 1916 un incendio, divampato per cause imprecisate, distrusse l'albergo in poche ore, nonostante l'intervento di numerosi volontari, proprio a causa della mancanza d'acqua; ma già nel 1919 l'edificio fu ripristinato.

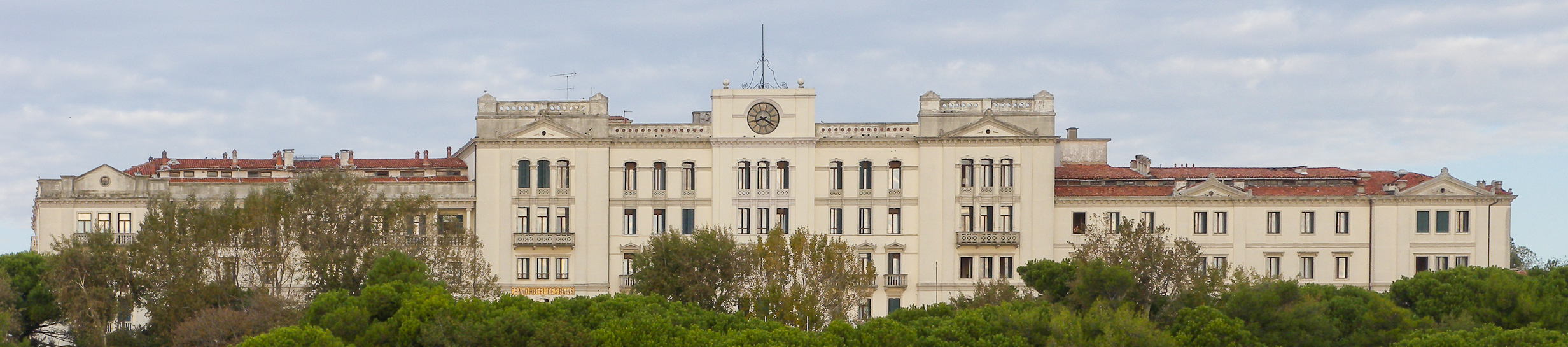

L'assetto attuale dell'albergo è dovuto agli interventi operati tra il 1924 e il 1926, in parte realizzati dall'ing. Giovanni Sicher e conclusi con l'intervento dell'architetto De Luigi, che dotava l'hotel di nuove sale, tra cui la sala Thomas Mann ed il grande ristorante, elegantemente decorati con stucco bianco e dorature.
Adolf Hitler soggiornò presso l'Hotel Des Bains quando incontrò per la prima volta Mussolini a Venezia.
Durante la Belle Époque il Lido di Venezia, stazione balneare internazionale tra le più famose, vedrà un forte afflusso dell'aristocrazia e della borghesia soprattutto americana, inglese, italiana e tedesca. Negli anni Venti gli ospiti soggiornavano tra la vita d'albergo nei giardini e nelle terrazze e la vita da spiaggia nelle capanne, alle quali veniva esteso il servizio alberghiero con veranda e tende, aggiunte alla parte chiusa. Era alla moda passeggiare lungo la battigia in eleganti abiti di seta.
Contrariamente a quanto avvenuto durante gli anni 1915-1918, durante il secondo conflitto mondiale il Des Bains rimase aperto. Dopo l'8 settembre 1943, gli ufficiali tedeschi lo requisirono per farne un circolo ricreativo e minarono, per timore di uno sbarco delle forze alleate, sia la spiaggia, che la parte del parco rivolta a nord.

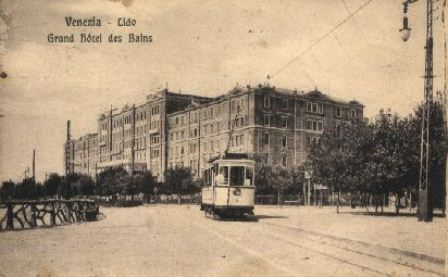
Hotel Des Bains e il tram

L'albergo subì un ulteriore danno il 4 novembre 1966, quando un'eccezionale ondata di maltempo provocò una mareggiata che distrusse le capanne, le strutture balneari ed allagò i sotterranei dell'albergo, trasportando sabbia e detriti. Dopo essere decaduto ed esser stato chiuso, fu adibito a set cinematografico per il film Morte a Venezia (1971) del regista italiano Luchino Visconti. Nel 1997 il regista Anthony Minghella vi girò alcune scene de Il paziente inglese, film vincitore di nove Oscar.
L'albergo comprendeva allora 158 camere doppie, 14 singole e 19 suites. In alcune sale comuni gli arredi ed i decori rispettano ancora lo stile Beaux-Arts, secondo il gusto in voga durante la Belle Époque.
Fra i personaggi importanti che hanno soggiornato più volte al suo interno, lo scrittore premio Nobel per la letteratura Thomas Mann, che vi ambientò implicitamente il racconto La morte a Venezia, il coreografo russo Sergej Pavlovič Djagilev, che vi morì nel 1929, la giornalista statunitense Elsa Maxwell, lo scià di Persia Reza Pahlevi, il re Farouk d'Egitto e molti altri.

### Chiusura e ristrutturazione
Il 19 febbraio 2008 un incendio divampò al suo interno, ma senza provocare eccessivi danni. Nello stesso periodo, l'albergo passò dal gruppo alberghiero americano Starwood Hotels al fondo immobiliare EstCapital.
Nel 2010, l'hotel chiuse. EstCapital progettava di convertirlo in un complesso di 58 appartamenti di lusso, rinominato Residenze Des Bains. Tuttavia, i lavori furono interrotti. EstCapital entrò in fallimento e vendette gli arredi storici dell'hotel tramite aste online.
Nel 2015, la gestione del fondo proprietario dell'hotel fu rilevata dalla società di gestione del risparmio COIMA di Milano, la quale previde di riaprire l'hotel con 190 camere dopo un'opera di ristrutturazione. La società annunciò un investimento di 60 milioni di euro, ma non prevedeva una riapertura prima del 2024.
Nel 2018, l'hotel ha riaperto brevemente per una retrospettiva fotografica dedicata agli ospiti prestigiosi che lo avevano frequentato dal 1932 al 2018, per poi riaprire nuovamente nel 2019 per un'esposizione simile composta da fotografie Polaroid ingrandite.